# お姉ちゃんは恋妖怪
『お姉ちゃんは恋妖怪』（おねえちゃんはこいようかい）は、青島かなえによる日本の漫画。小学館の漫画配信サイト『裏サンデー』およびコミックアプリ『マンガワン』より配信されるようになり、2018年5月13日から2020年8月2日の100話で完結し配信を終了。作者の出身地である富山県が舞台になっている。

## あらすじ
高校入学を機に富山にある父の実家で一人暮らしをすることになった少年、桑原由貴。子供のころに出会った憧れの人物玉梓と再会し一緒に暮らすことになる。しかし、その家には玉梓以外にもろくろ、れんげ、砂緒の3人が住んでいて、更に玉梓を含む全員が妖怪だった。ショックを受け躊躇する由貴だったが、彼女たちと和解し改めて一緒に住む決意をする。

## 登場人物

### 主要人物
桑原 由貴（くわはら ゆき）
本作の主人公。15歳。高校1年生。普通の人間の少年。子供のころに玉梓に出会い、彼女をお姉ちゃんと呼び慕っている。父・和貴の実家で暮らすようになってからは妖怪達が起こすトラブルにいつも巻き込まれる。
玉梓（たまずさ）
本作のヒロイン。妖怪名：文車妖妃。誕生日：2月3日の昭和時代生まれ。年齢：外見20歳前後。身長167センチメートル。体重54キログラム。スリーサイズ：100（Kカップ）/64/90。特技：速筆。
由貴が子供のころに出会った憧れの女性。和貴の家の住居者で、その正体は妖怪文車妖妃。グラマー美人でおっとりとした性格。計算など人間の一般常識に弱く、大の料理下手。自身の髪の先端を毛筆のように扱って文字を書くことができ、墨汁のようなものも出せる。自身が書いた手紙を読んだ人間に惚れさせる力があり、恋する人間の気に触れると妖力が高まり、自身の妖力に当てられた人間は恋に積極的になる。妖力を溜め込むと暴走し、自身が積極的になる。
ろくろ
妖怪名：轆轤首。誕生日：6月9日の江戸時代生まれ。年齢：外見10代後半。身長160センチメートル。体重はひみつ。スリーサイズ：90（Gカップ）/60/87。特技：裁縫、編み物、野菜の選別。
和貴の家に住む女性。ムードメーカーで天真爛漫な性格。元人間。普段着は着物が多い。首を伸ばせる他、裁縫が得意で様々な服を作ることができる。農家出身で米俵を2俵まで持てるほどの力持ち。由貴の玉梓への好意に気付きつつも由貴への想いを募らせる。皆からは「ろくろ」と呼ばれているが「ろくろ」は本名ではない。
れんげ
妖怪名：目目連。誕生日：4月4日の明治時代生まれ。年齢：外見年齢14歳。身長150センチメートル。体重38キログラム。スリーサイズ：76（Bカップ）/54/77。特技：お菓子作り、アクセサリー作り。
和貴の家に住む少女。可憐で大人しい性格。ろくろと同じ元人間。乗り物や人混み、虫が苦手。至る所に目を出現させることができ、周囲の様子を見ている。由貴の妹扱いされると怒る。瞳孔が白く他者に気味悪がられて以降コンプレックスを抱いていたが、由貴の説得で立ち直った。
砂緒（すなお）
妖怪名：砂かけ婆。誕生日：3月7日の平安時代生まれ。年齢：外見12歳くらい。身長138センチメートル。体重27キログラム。スリーサイズ：70（AAカップ）/52/73。特技：速読。
和貴の家に住む少女。冷静な性格で一家のまとめ役的存在。元々は人間嫌いで由貴が引っ越してくるのを当初は反対する。れんげと同様、人混みと虫が苦手。どこからともなく砂を出し、操ることができる。可愛いもの好きだが恥ずかしくて隠している（玉梓以外にはバレている）。由貴から生年月日の質問があった時には生まれてから数えていなかったが、約1000年くらい長生きしている。
烏丸 そら（からすま そら）
妖怪名：烏天狗。誕生日11月1日。年齢：約1500歳。身長155センチメートル。体重40キログラム。スリーサイズ：72（AAAカップ）/57/78。特技：剣術、武術、変化。
由貴のクラスメイトの少女。きまぐれな性格。幻術と神通力が使える。辛いものとゴキブリが苦手。普段は高校生に変化しており、本来の姿ではないらしい。由貴が和貴の実家に引っ越してきた当初からの入れ違いで出ていき、第37話から戻ってくる。砂緒とは長い付き合いで家の中では最年長。れんげとは犬猿の仲。ろくろ・れんげ・砂緒からは「天」と呼ばれている。
人形神（ひんながみ）
妖怪名は上記と同様。誕生日：6月28日（召喚された日）。年齢：外見年齢20歳前後。身長163センチメートル。体重55キログラム。スリーサイズ：98（Hカップ）/65/93。特技：相手の望む物を与える。
第53話より初登場。みことの儀式により召喚される。相手の望むものを何でも出す呪術が使える（呪いを解くと出てきたものは土になる）。元は土人形で打撃に弱く、3000人分の腕を持っている。甘い食べ物が好物。過去に召喚されるも不要になると邪魔者扱いされ続け、その度に召喚者を呪うことを繰り返していた。由貴が人形神の願いである「ずっと一緒にいること」を受け入れてくれたため改心、由貴達と暮らすことになる。自分のことを「ひーたん」と呼んでほしいと言うなどお茶目な一面がある。

### 由貴が通う高校の登場人物
鬼頭 みこと（きとう みこと）
誕生日9月23日。年齢：16歳。身長163センチメートル。体重48キログラム。スリーサイズ：83（Cカップ）/62/84。特技：スポーツ全般。
由貴が通う高校の先輩の少女。霊能力者。オカルト研究部の部長。実家は神社。行動力と責任感があり勉強もできるので割と優等生。思い込みが激しいところが玉に瑕。名字で呼ばれることを嫌う。中学生の時に恋したのをきっかけに玉梓と出会いラブレターを勧められるが、500枚もの長文だったため受け取りを拒否された挙句学校中にストーカー女と噂され屈辱を味わう。その出来事で玉梓を恨み復讐を試みるも由貴や砂緒の妨害により失敗に終わる。垢嘗の一件で玉梓とは和解し仲良くなる。
単行本全8巻までのカバーイラストとなる女性キャラの中で一度も選ばれることが無かった。
三善 陽都（みよし はると）
由貴のクラスメイトの少年。陽気な性格。入学式から由貴と親友関係を結ぶ。入学式当日に由貴の迎いに来た玉梓に一目惚れする。美人に目がなく、みことに勧誘され由貴を道連れにオカルト研究会に入部する。
礪波 雛乃（となみ ひなの）
誕生日7月30日。年齢：15歳。身長162センチメートル。体重51キログラム。スリーサイズ：88（Eカップ）/60/85。特技：勉強。
由貴のクラスメイトの少女。勉強はできるが、生活力は低く家事は大の苦手でズボラな一面がある。由貴と触発されてから料理を頑張っている。おしゃれに興味がある普通の高校生。無自覚の霊媒体質で、おばりよんに取り憑かれたのをきっかけに由貴や玉梓達と親しくなる。由貴に密かに恋をしている。

### その他の登場人物（人間）
由貴の母親
由貴が中学卒業するまで二人で暮らしていた。自身の海外赴任で由貴を和貴が住んでいた家と富山県の高校を紹介する。
桑原 和貴（くわはら かずき）
由貴の父親。第96話の回想のみ登場。妖怪を研究している。玉梓を含む妖怪たちを自身の家に住まわせ居場所を与えた。

### その他の登場人物（妖怪）
垢嘗（あかなめ）
第10話より初登場。祠に封印されていたのをみことを人質に使い封印を解かせようと試みた。玉梓の説得でみことの解放と祠の封印を解いてもらい、陽都からの紹介で銭湯の住み込みで働いている。みことの肌を嘗めたことから彼女を気に入っている。
紺（こん）
第25話より初登場。子狐の妖狐。人間に興味を持ち狐の里から下りたのを迷子になってしまい、第15話のおばりよんに憑かれた雛乃を見て彼女を新しい母としておばりよんに変化した。由貴に引き離されて頭にぶつかり変化を解いてしまったのを彼らに謝罪し、雛乃に再び会う約束をして迎えに来てくれた母親と共に里に帰った。
紺の母親
紺と同じ妖狐。胸部にサラシを巻いている。迷子になった紺を烏丸の情報に助けられた。
天邪鬼（あまのじゃく）
第48話より初登場。悪戯好き。付喪神を宿った手鏡の中から烏丸に引き抜かれ、烏丸以外の服を手鏡の願いによって困らせた。自身の一件を終えてから消息は不明。

## 書誌情報
- 青島かなえ『お姉ちゃんは恋妖怪』小学館〈裏サンデーコミックス〉、全8巻
  1. 2018年9月12日発売、ISBN 978-4-09-128516-4
  2. 2019年1月11日発売、ISBN 978-4-09-128649-9
  3. 2019年4月12日発売、ISBN 978-4-09-129098-4
  4. 2019年9月12日発売、ISBN 978-4-09-129396-1
  5. 2019年12月19日発売、ISBN 978-4-09-129504-0
  6. 2020年3月12日発売、ISBN 978-4-09-850038-3
  7. 2020年6月12日発売、ISBN 978-4-09-850142-7
  8. 2020年9月18日発売、ISBN 978-4-09-850244-8